# MTV Ameryka Łacińska
Music Television Networks Latinoamérica, MTV Latino lub MTV Latin) – stacja ta wystartowała 1 października 1993 roku w Ameryce Łacińskiej (Argentyna, Kolumbia, Meksyk). MTV Ameryka Łacińska jest rozpowszechniany za pośrednictwem satelity, kablówkę i innych dystrybucji poprzez trzech różnych kanałów w Argentynie, Kolumbii i Meksyku. Kanał ma również własne wersje  reality show jak Roomraiders lub Zwolniony, ale przez większość czasu złe słowa nie są ocenzurowane w MTV (specjalnie w wododział czasu). Stację tę można oglądać w prawie każdym kraju Ameryki Południowej. MTV Ameryka Łacińskiej jest wiele programów takich samych jak w Polsce. Takie jak Pimp My Ride, Next, Raperska rodzina Run'a, Life Of Ryan, Paris Hilton - Kumpela na zabój, Chybić Farah, The City, Mr. Meaty, The X Effect, Jackass, The Hills, MTV Cribs, Moje Supersłodkie urodziny, Zakochaj się w Tili Tequili, a także nadawane na ZigZapie Degrassi: Nowe pokolenie.

## Prezenterzy

### Aktualni
| Prezenter            | Kraj      |
| -------------------- | --------- |
| Jerónimo Oriana      | Argentyna |
| Mecha Iñigo          | Argentyna |
| Gabriel Ramos (Gabo) | Meksyk    |

### Nie aktualni
| Prezenterzy              | Kraj      |
| ------------------------ | --------- |
| Daisy Fuentes            | Kuba      |
| Ruth Infarinato          | Argentyna |
| Alfredo Lewin            | Chile     |
| Gonzalo Morales          | Meksyk    |
| Edith Serrano            | Meksyk    |
| Arturo Hernández         | Meksyk    |
| Alejandro LaCroix        | Argentyna |
| Leandro O’Brien          | Argentyna |
| Javier Andrade           | Argentyna |
| Carmen Arce              | Meksyk    |
| Corina González Tejedor  | Argentyna |
| Eduardo "Pocas" Peñafiel | Meksyk    |
| Berta Muñiz              | Argentyna |
| Úrsula Eggers            | Chile     |
| Eglantina Zingg          | Wenezuela |
| Tonka Tomicic            | Chile     |
| Christian                | Kolumbia  |
| Cecilia Peckaitis        | Argentyna |
| Carolina Guerra          | Kolumbia  |
| María José Rojas Carbone | Peru      |
| Matilda Svensson         | Chile     |
| Diego Pernia             | Argentyna |
| Chuck Pereda             | Meksyk    |
| Daniela Bolano           | Meksyk    |
| Erich Martino            | Meksyk    |
| Catarina Spinetta        | Argentyna |
| Cristina                 | Włochy    |
| Beto y Lalo              | Meksyk    |
| Rafael Valderrama        | Meksyk    |
| Zoël                     | Argentyna |
| Rapo                     | Argentyna |
| Belen                    | Argentyna |
| Óscar Ornelas            | Meksyk    |
| Ilana Sod                | Meksyk    |
| Camila Zuluaga           | Kolumbia  |
| Nicolás Artusi           | Argentyna |
| Habacuc Guzmán           | Meksyk    |
| Francisco                | Argentyna |
| Jazz                     | Meksyk    |